# Ibolyaszínű pitykegomba
Az ibolyaszínű pitykegomba (Entoloma euchroum) a döggombafélék családjába tartozó, Európában honos, lombos fák korhadó törzsén, ágain élő, nem ehető gombafaj.

## Megjelenése
Az ibolyaszínű pitykegomba kalapja 1-2,5 (4) cm széles, alakja fiatalon tompán púpos, domború vagy harangszerű, majd laposan kiterül, idősen közepe kissé benyomott lehet. Felszíne selymes-szálas vagy szálasan pikkelykés, selymesen csillogó. Széle nem bordás. Színe ibolyáskék, szürkésibolya, néha ezüstszürkésre kifakul vagy idősen a közepe megbarnul. 
Húsa vékony, rostos; színe kékes. Szaga fűszeres, édeskés, idősen avas, émelyítő; íze fanyar, szappanszerű. 
Kissé ritkás lemezei foggal tönkhöz nőttek, élük finoman fűrészes. Színük kezdetben élénk kékes vagy ibolyás, élük sokszor intenzívebb színű; idősen húsbarnák.
Tönkje 3-7 cm hosszú és 0,1-0,5 cm vastag. Alakja hengeres, gyakran görbült, a tövéhez fehér micéliumszövedék kapcsolódik. Színe ibolyáskék. Felszíne hosszanti szálas, selymesen fénylő.
Spórapora barnásrózsaszínű. Spórája szögletes, 5-7 csúcsú, mérete 9,2–11,3 × 5,6–7,6 μm.

### Hasonló fajok
A szintén ritka kéktönkű pitykegomba (Entoloma dichroum) szintén nőhet korhadt faanyagon, szálas, pikkelykés kalapja és tönkje ibolyáskékes, idővel barnáskék színű lehet, de lemezei fiatalon mindig fehéresek, idősen pedig barnás rózsaszínűvé válnak. Hasonlíthat hozzá a lila pénzecskegomba, a feketéskék pitykegomba, az acélkék döggomba is.

## Elterjedése és termőhelye
Európában honos. Magyarországon ritka.
Lombos fák erősen korhadó, mohával benőtt törzsén, tuskóján, ágain található meg, általában nedves-nyirkos körülmények között. Júliustól októberig terem. 

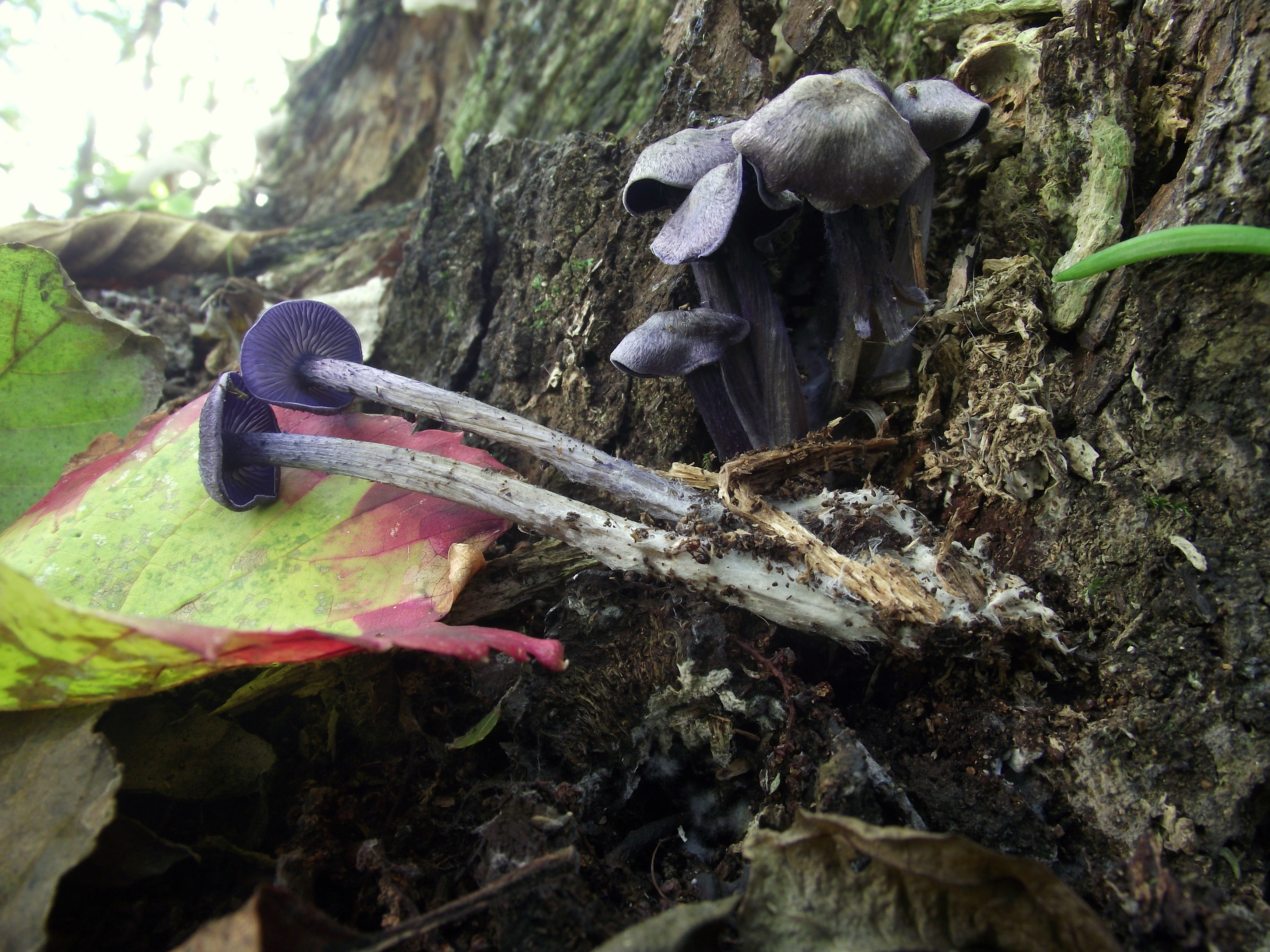
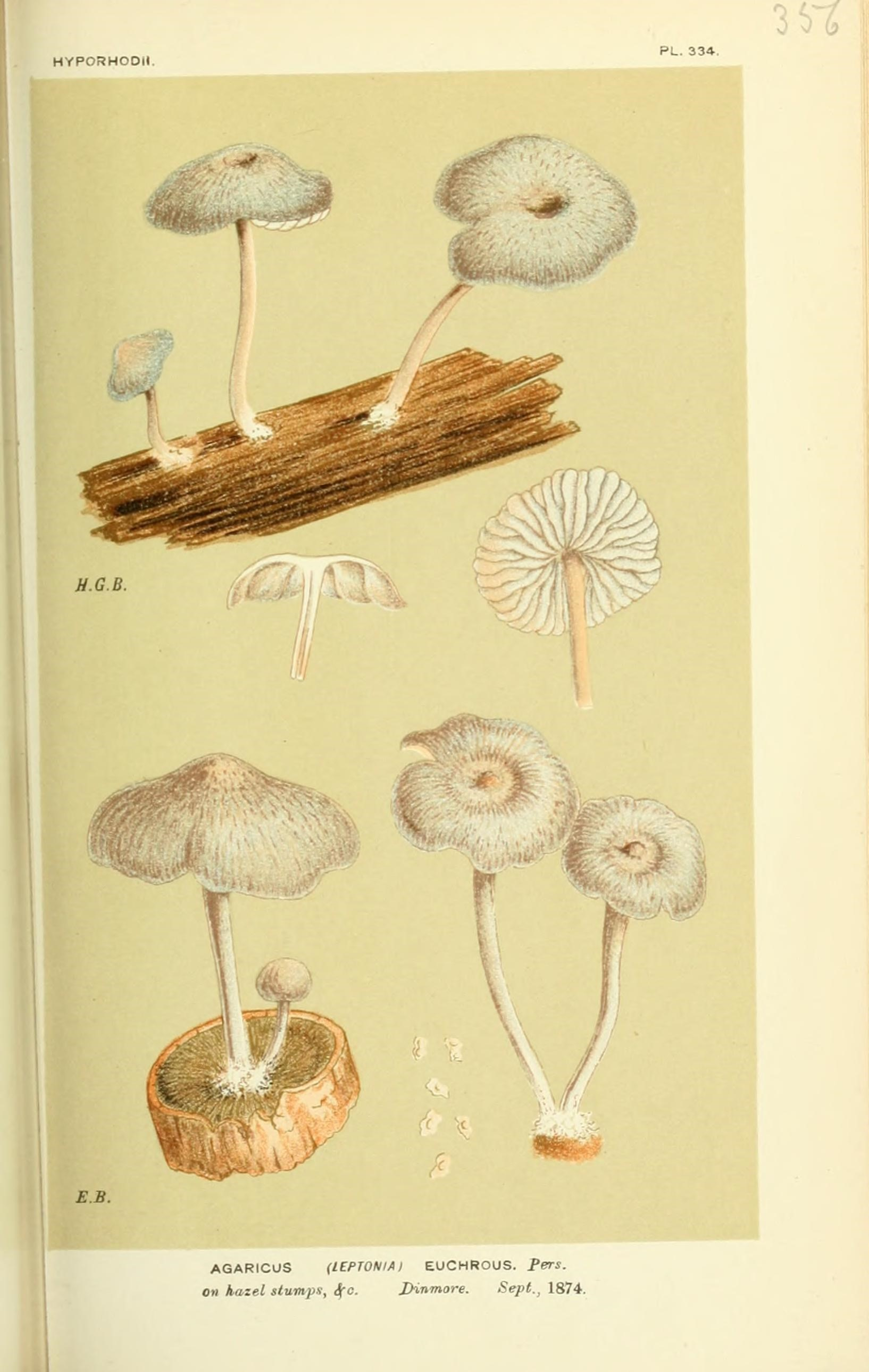

Nem ehető.